# 부천 리첸시아
부천 금호 리첸시아(영어: Bucheon Kumho Richensia)는 대한민국 경기도 부천시 원미구 중동에 위치한 마천루이자 초고층 주상복합 아파트 단지이다. 2012년 완공 당시 부천시에서 가장 높으면서 200m가 넘는 마천루가 되었다. 2개 동, 572세대의 규모로 구성되어 있다. 부천에서 부촌으로 가장 먼저 언급되는 지역이며 서울숲 한화 갤러리아포레를 지은 건축가가 중동 리첸시아도 같이 설계를 하고 실제로 사용된 건축자재도 동일하다고 알려져 있다.

## 역사
중동신도시 개발 때부터 리첸시아 부지는 마천루 랜드마크 건물을 짓기 위한 용지로 따로 배당되어 있었다. 그러나 1990년대 1기 신도시 개발 때는 둘째치고 2000년대까지도 부지가 매각이 안 되다, 2000년대 말 금호산업에 매각되어 리첸시아 중동을 짓게 되었다. 2009년에 착공하여 2012년에 완공하였다.

## 높이
2012년 완공 당시 부천시에서 가장 높은 건물이 되었다. 지상 66층, 241m짜리 쌍둥이 빌딩 두 동으로 구성되어 있으며, 경기도에서는 화성시에 위치한 메타폴리스 타워 다음으로 가장 높다. 동탄 메타폴리스에 이은 경기도에서 두번째로 높은 건물(66층, 241m)이며, 중동신도시 연화마을 부지에 있다.

## 특징
부천에 위치한 중동신도시의 타워팰리스라고 부르는 쌍둥이 아파트 단지이다. 한국미쓰비시엘리베이터의 제품이 설치되어 있으며 A동, B동 각각 8대씩 저층용, 고층용, 비상용으로 설치되어 있다. 승객용 4대, 장애인용 3대, 비상용 1대가 있다.

## 시설
B동 63층에는 카페가 있다. 아파트 관리비로 운영되는 커뮤니티 시설인 만큼 가격은 저렴하다.
| 층수                | 시설                                                                                                   |
| ------------------- | --- |
| 65층 ~ 66층         | 펜트하우스                                                                                             |
| 64층                | 아파트                                                                                                 |
| 63층                | 주민공동시설(스카이라운지, 스위트룸, 스파앤테라피, 파티플레이스, 게스트하우스, 카페)                   |
| 62층                | 피난안전구역                                                                                           |
| 27층 ~ 61층         | 아파트                                                                                                 |
| 26층                | 기계실, 피난안전구역                                                                                   |
| 5층 ~ 25층          | 아파트                                                                                                 |
| 4층                 | 옥외정원                                                                                               |
| 3층                 | 주민지원시설(코인세탁실, 노래방, 실버하우스, 어린이놀이터, 독서실, 연회장, 회의실, DVD룸, 다목적룸 등) |
| 2층                 | 상가시설, 카페, 골프연습장 등                                                                          |
| 1층                 | 로비, 상가, 판매시설                                                                                   |
| 지하 1층            | 지하주차장, 집회, 문화, 운동시설                                                                       |
| 지하 6층 ~ 지하 2층 | 지하주차장                                                                                             |
| 지하 7층            | 전기실, 기계실                                                                                         |

## 대중문화
- SBS 드라마 - 하이드 지킬, 나
- 럭키 (LUCK-KEY, 2015)
- 꾼 (The Swindlers, 2017)

## 갤러리

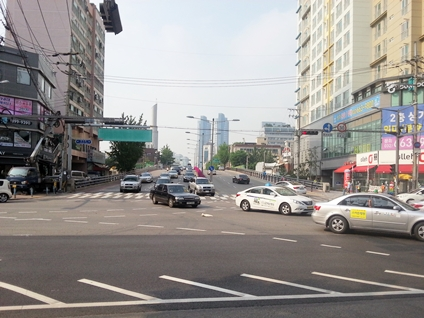

## 같이 보기
- 아시아의 마천루 목록
- 대한민국의 마천루 목록
- 경기도의 마천루 목록
- 부천시의 마천루 목록
- 금호 리첸시아
- 위브 더 제니스 타워
- 메타폴리스